# Šiatorská Bukovinka
Šiatorská Bukovinka (in ungherese Sátorosbánya) è un comune della Slovacchia facente parte del distretto di Lučenec, nella regione di Banská Bystrica.